# Peter Wüst
Peter Wüst (* 27. November 1946 in Baden-Baden; † 18. Februar 2023 in Bad Oldesloe) war ein deutscher Journalist und Reporter.

## Leben
In den frühen 1980er-Jahren war Wüst leitender Fotoredakteur der Hamburg-Ausgabe der Bild-Zeitung. Nach einiger Zeit als freier Journalist arbeitete er von 1986 bis 1992 als Reporter und Nachrichtenchef von Radio Schleswig-Holstein (R.SH). 1988 wurde er den deutschen Fernsehzuschauern landesweit bekannt, als er während des Gladbecker Geiseldramas mehrfach die Täter interviewte. Dies sorgte nach dem Polizeieinsatz für Kritik. 1992 wechselte Wüst als Chefreporter zu RTL Television, wo er unter anderem vor Ort vom Krieg in Jugoslawien berichtete. Zusammen mit seinem Kollegen Egon Scotland von der Süddeutschen Zeitung stieg Wüst am 26. Juli 1991 in ein Auto, um in das kroatische Dorf Jukinac zu fahren und nach vermissten Kollegen zu suchen. Dort angekommen schoss ein Scharfschütze auf das mit „Presse“ gekennzeichnete Fahrzeug. Wüst lenkte den Wagen, eine Kugel traf Scotland, der auf dem Weg ins Krankenhaus starb.
Seit 1995 arbeitete Peter Wüst als freier TV-Reporter im Großraum Hamburg. Er betrieb von 2009 bis 2022 eine eigene Nachrichtenagentur, die unter dem Namen rtn - radio tele nord die deutschen Fernsehsender, Printmedien und Onlinezeitungen belieferte und die über ein umfangreiches Film- und Fotoarchiv verfügte. Das Markenzeichen von Wüst war eine rote Mütze, die er nicht nur im Winter trug.
Im Jahr 2005 veröffentlichte Peter Wüst das Buch 365 Tage Schleswig Holstein: Rund ums Jahr mit Peter Wüst.
Wüst starb im Februar 2023 nach schwerer Krankheit im Alter von 76 Jahren in Bad Oldesloe.

## Ehrungen
Im Oktober 2022 erhielt Peter Wüst für seine Verdienste um das Stormarner Feuerwehrwesen die Ehrenmedaille des Kreisfeuerwehrverbandes Stormarn durch den Kreisbrandmeister Olaf Klaus verliehen. Anwesend waren neben Feuerwehrleuten auch Stormarns Landrat Henning Görtz und Kreispräsident Hans-Werner Harmuth.